# 异佛尔酮二异氰酸酯
異佛爾酮二異氰酸酯 (Isophorone diisocyanate, IPDI)是一種脂肪族二异氰酸酯。相對其他異氰酸酯，它的生產量相對較小，僅佔 2000 年全球二異氰酸酯市場的 3.4%（與六亞甲基二異氰酸酯共同計算）。異佛爾酮二異氰酸酯主要用於水性樹脂特殊應用，例如耐磨、抗紫外線、抗腐蝕的塗料，特別適用飛機的外裝塗料等應用。

## 合成
異佛爾酮二異氰酸酯可由異佛爾二胺與光氣反應製得:

## 化學特性
異佛爾酮二異氰酸酯 存在兩種立體異構物，順式和反式。兩種異構物間反應性類似。由於兩種結構不對稱，所以兩個异氰酸酯帶有不同的反應性，伯異氰酸酯基團比仲異氰酸酯基團反應性更高。

## 外部連結
- NIOSH Safety and Health Topic: Isocyanates （页面存档备份，存于）, from the website of the National Institute for Occupational Safety and Health (NIOSH)
- Isophorone diisocyanate - NIOSH Pocket Guide to Chemical Hazards （页面存档备份，存于）